# Thomas Dunhill
Thomas Frederick Dunhill, född 1 februari 1877 i London, död 13 mars 1946 i Scunthorpe Lincolnshire, var en engelsk kompositör och författare inom musikområdet.